# Мінерали заліза
Мінерали заліза — мінерали, що містять залізо.

## Загальна характеристика
Відомо понад 300 мінералів, що містять залізо: оксиди, сульфіди, силікати, фосфати, карбонати та ін. 
Найважливіші мінерали заліза: гематит Fe2O3 (70% Fe), магнетит Fe3O4 (72,4% Fe), ґетит FeOOH (62,9% Fe), лепідокрокіт FeO(OH) (62,9% Fe), лімоніт — суміш гідрооксидів Fe з SiO2 та ін. речовинами (40-62% Fe), сидерит FeCO3 (48,2% Fe), ільменіт FeTiO3 (36,8% Fe), шамозит (34-42% FeO), вівіаніт (43,0% FeO), скородит (34,6% Fe2О3), ярозит (47,9% Fe2О3) та ін.

## Закисне і окисне залізо в мінералах
Щоб підкреслити в їх складі наявність окисного (тривалентного) заліза Fe3+ застосовують префікс "фери-". Наприклад, ферибейделіт, ферибертьєрин, ферибіотит, ферибірюза, ферибрауніт, феривермікуліт, феригалуазит, фериґеленіт, феримолібдит та ін.
Щоб підкреслити наявність закисного (двовалентного) заліза Fe2+ застосовують префікс "феро-". Наприклад, фероактиноліт, ферогастингсит, ферогексагідрит, фероплатина, фероселіт.